# هارولد هارت
هارولد هارت (بالإنجليزية: Harold Hart)‏ (4 يناير 1889 بملبورن في أستراليا - 2 يناير 1953 في أستراليا) هو لاعب كريكت أسترالي. لعب مع فريق فكتوريا للكريكت.

## وصلات خارجية
- هارولد هارت على موقع إي آس بي آن كريك إنفو (الإنجليزية)